# アン・ハイド
アン・ハイド（Anne Hyde, 1637年3月12日／22日 - 1671年3月31日）は、ヨーク公ジェームズ（後のイングランド王ジェームズ2世）の最初の妻。ジェームズの王位継承以前に死去したため、王妃にはなれなかった。2人の女王メアリー2世とアンの母。初代クラレンドン伯爵エドワード・ハイドとフランシス・アリスバーリーの娘で第2代クラレンドン伯爵ヘンリー・ハイド、ロチェスター伯爵ローレンス・ハイドの姉。

## 生涯
1637年、バークシャーで生まれる。1658年、ヨーク公ジェームズはハーグにいた姉メアリー・ヘンリエッタ（オラニエ公ウィレム2世妃、イングランド王ウィリアム3世の母）を訪ねた際、姉に侍女として仕えていたアンと出会う。ジェームズは、アンが平民にすぎないため（当時エドワード・ハイドは兄チャールズ2世の亡命政権の国務大臣でしかなく、爵位も領地もなかった）愛人となるよう迫るが、アンは承知しなかった。どうしてもアンをそばにおきたいジェームズは、「2人の間に生まれる子供は、王政復古後にイングランドの法律によって嫡出子として認める」旨の約束をし、ようやく彼女を手に入れた。
1660年4月、アンの妊娠が明らかとなるが、ジェームズは正式の結婚を躊躇した。気をもんだのは、女性への手の早さでは弟をはるかにしのいだチャールズ2世で、「約束した以上はそれを守れ!」とジェームズを責めた。王政復古から4ヶ月後に、2人は秘密裡に結婚式を挙げた。1660年10月、アンは長男ケンブリッジ公チャールズを出産。この長男は1歳で天然痘により夭折した。
1670年、アンはカトリックに改宗した。幼年期にプロテスタントとして育てられたジェームズが後にカトリック教徒となった原因の一つは、アンの改宗にあったと言われる。
1671年2月、第8子のキャサリンを出産（同年12月に夭折）。それからわずか数週間で死去。原因は乳癌であったといわれる。

## 子女
1. チャールズ（1660年 - 1661年） - ケンブリッジ公
2. メアリー2世（1662年 - 1694年） - イングランド・スコットランド・アイルランド女王、オランダ総督ウィリアム3世と結婚
3. ジェームズ（1663年 - 1667年） - ケンブリッジ公
4. アン（1665年 - 1714年） - イングランド・スコットランド・アイルランド女王、グレートブリテン王国女王、デンマーク・ノルウェー王子ジョージと結婚
5. チャールズ（1666年 - 1667年） - ケンダル公
6. エドガー（1667年 - 1671年） - ケンブリッジ公
7. ヘンリエッタ（1669年）
8. キャサリン（1671年）